# Joan Kerouac
Joan Kerouac (* 1931 als Joan Haverty; † 1990) war eine US-amerikanische Autorin und die zweite Ehefrau des Schriftstellers Jack Kerouac.
Joan Haverty heiratete Jack Kerouac bereits zwei Wochen, nachdem sie sich kennengelernt hatten.
Jack ermutigte Joan zu schreiben und erwähnte am Beginn seines Buches The Dharma Bums, welch natürlichen beat ihr Schreiben hatte.
Die Ehe war nur von kurzer Dauer; Joan trennte sich im Streit von Jack, als er meinte, sie solle das ungeplante Kind, das sie von ihm erwarte, abtreiben lassen. Jack Kerouac lernte seine Tochter Jan erst nach ihrem zehnten Geburtstag kennen. Joan Kerouac heiratete noch einmal und bekam Zwillinge. 1982 wurde bei ihr Brustkrebs diagnostiziert. Zu dieser Zeit begann sie mit der Niederschrift ihrer Memoiren, die sie Nobody´s Wife nannte. Als sie 1990 starb, fanden ihre Kinder die unvollendeten Manuskriptfragmente und veröffentlichten sie.

## Werke
- Nobody's Wife: The Smart Aleck and the King of the Beats, mit einer Einleitung von Jan Kerouac, 2000, ISBN 0-88739-368-3

| Personendaten    | Personendaten                                                    |
| ---------------- | ---------------------------------------------------------------- |
| NAME             | Kerouac, Joan                                                    |
| ALTERNATIVNAMEN  | Haverty, Joan (Geburtsname)                                      |
| KURZBESCHREIBUNG | US-amerikanische Autorin und die zweite Ehefrau von Jack Kerouac |
| GEBURTSDATUM     | 1931                                                             |
| STERBEDATUM      | 1990                                                             |